# Ptyelus sexmaculatus
Ptyelus sexmaculatus är en insektsart som beskrevs av Xavier Montrouzier 1861. Ptyelus sexmaculatus ingår i släktet Ptyelus och familjen spottstritar. Inga underarter finns listade i Catalogue of Life.